# Torneio Municipal de Futebol do Rio de Janeiro de 1938
O Torneio Municipal de Futebol do Rio de Janeiro de 1938 foi uma competição oficial entre clubes de futebol da cidade do Rio de Janeiro, no Brasil, cidade que então tinha o status de Distrito Federal, sendo essa a primeira edição do Torneio Municipal de Futebol do Rio de Janeiro, disputa que passaria a acontecer desde então e  a partir de 1943 com a realização da segunda edição, antes do início do Campeonato Carioca, pelos mesmos clubes, classificados que eram para as duas competições.

## História
Tendo se sagrado campeão o Fluminense, a disputa teve como vice o São Cristovão, único clube que o Tricolor não conseguiu vencer durante a competição e que seria o campeão da edição seguinte.
O atacante Baiano, do Bangu, marcou 18 gols, recorde de gols em uma única edição que nunca seria quebrado na História do Torneio Municipal.

## Fórmula de disputa
Os nove participantes jogariam contra os demais clubes em jogos de ida e volta no sistema de pontos corridos, sendo campeão aquele que fizesse mais pontos.

## Campanha do campeão
1. Fluminense 4–2 Bangu, 17 de abril.[4]
2. Fluminense 5–3 Botafogo, 24 de abril.
3. Fluminense 1–0 Flamengo, 8 de maio.
4. Fluminense 1–0 Vasco, 15 de maio.
5. Fluminense 0–3 São Cristóvão, 25 de maio.
6. Fluminense 2–0 Madureira, 1 de junho.
7. Fluminense 3–0 Bonsucesso, 8 de junho.
8. Fluminense 3–1 America, 15 de junho.
9. Fluminense 1–2 Bangu, 19 de junho.
10. Fluminense 1–3 Botafogo, 26 de junho.
11. Fluminense 3–0 Flamengo, 10 de julho.
12. Fluminense 1–3 Vasco, 17 de julho.
13. Fluminense 1–1 São Cristóvão, 24 de julho.
14. Fluminense 1–0 Madureira, 31 de julho.
15. Fluminense 6–0 Bonsucesso, 6 de agosto.
16. Fluminense 6–0 America, 14 de agosto.

## Jogo do título
Fluminense 6–0 Bonsucesso.
Data: 6 de agosto de 1938.
Local: Estádio de Laranjeiras (Fluminense).
Árbitro: Carlos de Oliviera Monteiro “Tijolo”.
Renda: 2:866$000
Público: 570 pagantes.
FFC: Batatais (Nascimento); Guimarães e Machado; Santamaria, Brant e Milton; Bioró, Romeu, Sandro, Tim e Hércules. Técnico: Carlos Carlomagno.
BFC: Inglêz; Newton e Mário; Camisa, Neco (Vergara) e Otto; Nelsinho, Euclydes, Gradim, Nunes e Odyr. Técnico: Gradim.
Gols: Sandro aos 5', 24' e 33', Romeu aos 35', Bioró aos 37' e 51'.
Obs.: Em jogo disputado sob forte chuva, o Fluminense conquistou o "Trophéo Prefeitura do Distrito Federal", no torneio tratado como "Torneio Extra" pelo jornal "A Tarde", de 13 de agosto de 1938.

## Premiação
| Torneio Municipal de Futebol do Rio de Janeiro de 1938 |
| Rio de Janeiro                                         |
| ------------------------------------------------------ |
| FLUMINENSE Campeão (1º título)                         |